# Деннер, Бальтазар
Бальтазар Деннер (нем. Balthasar Denner, родился 15 ноября 1685 года в Альтоне — † 14 апреля 1749 года в Ростоке) — известный немецкий художник-портретист.

## Биография

### Происхождение и юность
Бальтазар Деннер вырос в городе Альтона (в настоящее время район Гамбурга, а тогда — отдельное поселение в двух километрах к западу). В ту эпоху Альтона входила в состав Дании, а её население превышало 10 тысяч жителей. Таким образом, город был вторым по величине после Копенгагена на территории датского королевства. Альтона славилась веротерпимостью и сравнительной свободой вероисповедания.
Отец будущего художника, Якоб Деннер (1659—1746) был известным проповедником альтонских меннонитов. При этом по основной профессии Якоб трудился простым красильщиком. Матерью Бальтазара была Катарина Вибе (1663—1743). Бальтазар был старшим из семи детей в семье и единственным сыном.
Когда Бальтазару было восемь лет, он получил серьёзную травму ноги. Из-за этого он хромал всю жизнь. Исцеление заняло много времени. Оставаясь прикованным к постели, мальчик стал коротать время рисованием. Вскоре окружающим стало очевидно, что Деннер-младший обладает художественными способностями. Во всяком случае он очень точно мог копировать сложные изображения.
В возрасте одиннадцати лет Бальтазара стал обучаться навыкам рисования у голландского художника Франца ван Амама. Когда отец мальчика на некоторое время переехал в Данциг, где должен был выполнять обязанности меннонитского пастора, Бальтазар брал там уроки живописи маслом.
В 1701 году семья вернулась в Альтону. Бальтазар, которому было 16 лет, отправился в Гамбург в торговую компанию своего дяди, чтобы изучить искусство коммерции и торговли. Юноша проработал у родственника следующие шесть лет. Однако всё свободное время он продолжал заниматься живописью.
В 1707 году, в возрасте 22 лет, Бальтазар был принят в Прусскую Академию художеств, основанную незадолго до того (в 1696 году) будущим королём Фридрихом I Прусским. В годы правления этого монарха Берлин стал важным центром европейской культуры. Сюда приезжали на постоянное место жительства литераторы, скульпторы и живописцы. А местная Академия художеств считалась одной из лучших в Европе.

### Карьера портретиста
Уже в 1709 году, в возрасте 24 лет, Бальтазар Деннер получил свой первый важный заказ: он написал портреты Кристиана Августа (дяди и опекуна Карла Фридриха, герцога Шлезвиг-Гольштейн-Готторпского, отца будущего российского императора Петра III) и его сестры Марии Елизаветы, которая позже стала настоятельницей Кведлинбургского аббатства. Заказчик был настолько впечатлён результатом, что пригласил художника в свой замок Готторп в Шлезвиге, чтобы Бальтазар продолжил писать там портреты. Здесь Деннер в 1712 году создал большой групповой портрет (178×138 см), на котором изобразил 21 человека из состава герцогской родни. В настоящее время полотно находится в замке Растеде. Эта большая картина принесла автору славу прекрасного портретиста, и вскоре Бальтазар Деннер стал получать новые заказы.
Художник отличался не только талантами, но также трудолюбием и чётко выдерживал оговорённые сроки. Поэтому до конца своей жизни он получил более чем достаточное количество заказов. Причём к нему охотно обращались в основном титулованные особы. Живописец побывал при многих дворах Европы, где рисовал портреты правителей и членов их семей. Помимо десятков герцогов, Деннер создал портреты датских королей Фредерика IV и Кристиан VI, польского короля Августа II Сильного, русского царя Петра III и шведского короля Адольфа Фридерика.
Став популярным портретистом, Деннер стал активно привлекать к работе помощников. Он часто сам писал только самое сложное — лицо заказчика, а прорисовку остальных деталей картины (одеяний, интерьеров, различных предметов и пр.) поручал другим рисовальщикам. Позднее он иногда привлекал для этого и собственных детей. На портрете трёх детей писателя и влиятельного гамбургского горожанина Бартольда Генриха Брокеса 1724 года есть надпись на обратной стороне с перечислением всех художников, принимавших участие в работе: Деннер написал головы детей непосредственно в Гамбурге, Якоб ван Шуппен позже в Вене прорисовал одежды, над фоном трудился Франц де Пауль Ферг (1689—1740), а Франц Вернер Тамм (1658—1724) писал цветы в руках детей.

## Семья и путешествия
В 1712 году, в возрасте 27 лет, Деннер, который уже был состоятельным человеком, женился. Его супругой стала Эстер Винтер. В семье родилось шестеро детей: пять девочек и один мальчик. С 1712 года до и своей смерти в 1749 году Деннер совершил много поездок, посещая своих клиентов в разных частях Европы. Он бывал в Нижней Саксонии, Ганновере, Дрездене, Амстердаме, Копенгагене и Лондоне. Причём во многих городах и землях он побывал многократно, а иногда задерживался там надолго. Так, в Лондоне он оставался с 1721 по 1728 год, а в Амстердаме с 1736 по 1739 год.
При этом художник старался брать с собой всю свою семью. Его дети росли творчески одарёнными. В частности, хорошо музицировали. Они очень помогали отцу, развлекая монархов и герцогов, которым приходилось подолгу сидеть неподвижно, позируя для портрета. Дети художника устраивали целые представления. Самой талантливой была дочь Катарина. Она прекрасно играла на музыкальных инструментах и хорошо рисовала, но, к сожалению, рано умерла (в 1744 году).
Своей известности в Англии художник был обязан интересному факту. Его очень ценили в Ганновере. И когда ганноверского курфюрста Георга Людвига пригласили занять английский трон, он позвал с собой и Деннера.

## Прижизненное признание и посмертная критика
В эпоху, когда ещё не была изобретена фотография, услуги хороших художников пользовались огромным спросом. Портреты были важны не только как память. Например, это было актуально при сватовстве (когда о красоте и стати жениха или невесты из другой страны судили по рисунку). Показательна история с портретом будущего Петра III, которого Деннер в 1740 году нарисовал в Киле, когда будущему царю было только 12 лет. Родня активно занималась устройством выгодного династического брака и вела переговоры с различными правящими семьями. В итоге Деннеру пришлось сделать десять копий портрета. Одна из них была отправлена в Петербург, где произвела хорошее впечатление на бездетную императрицу Елизавету Петровну, искавшую себе преемника.
К концу жизни Бальтазара Деннера сформировался внушительный список самых влиятельных людей Северной Европы, которых он рисовал. При этом современники отмечали, что его портреты — настоящие произведения искусства. В частности на выставках в Роттердаме и Лондоне публика с восторгом воспринимала его портрет пожилой женщины. Критики сравнивали работу с полотном «Мона Лиза» великого Леонардо да Винчи. Прежде всего отмечали поразительную точность в деталях, ведь Деннер не жалел сил, чтобы запечатлеть каждую морщинку и волосок. О его картинах говорили, как о шедеврах, созданным будто бы настоящим ювелиром.
Правда, во второй половине XVIII века и особенно в XIX веке портреты Бальтазара Деннера стали в теории живописи часто приводить в пример, как образец простого скрупулёзного изображения, в котором теряется душа и живость изображённого человека. Соответствующие заявления делали Иоганн Иоахим Винкельман, Иоганн Георг Зульцер, Август Вильгельм Шлегель и Георг Вильгельм Фридрих Гегель. В вышедшей в 1877 году книге биографий известных людей Allgemeine Deutsche Biographie Деннер был беспощадно раскритикован: «Тот, кто ищет идеальный результат в концепции истинного произведения искусства, не будет удовлетворён рабской копией природы и не будет тронут такими изображениями. В портретах Деннера нет абсолютно никакой души, они не разговаривают, а мягкий цвет лишь усиливает впечатление, будто перед вами не человек, а восковая фигура».

## Память
В XX веке в Германии Бальтазар был признан классиком немецкой живописи. Его именем названа улица в гамбургском районе Бармбек-Норд.

## Известные работы

Пётр III
Король Адольф Фредерик
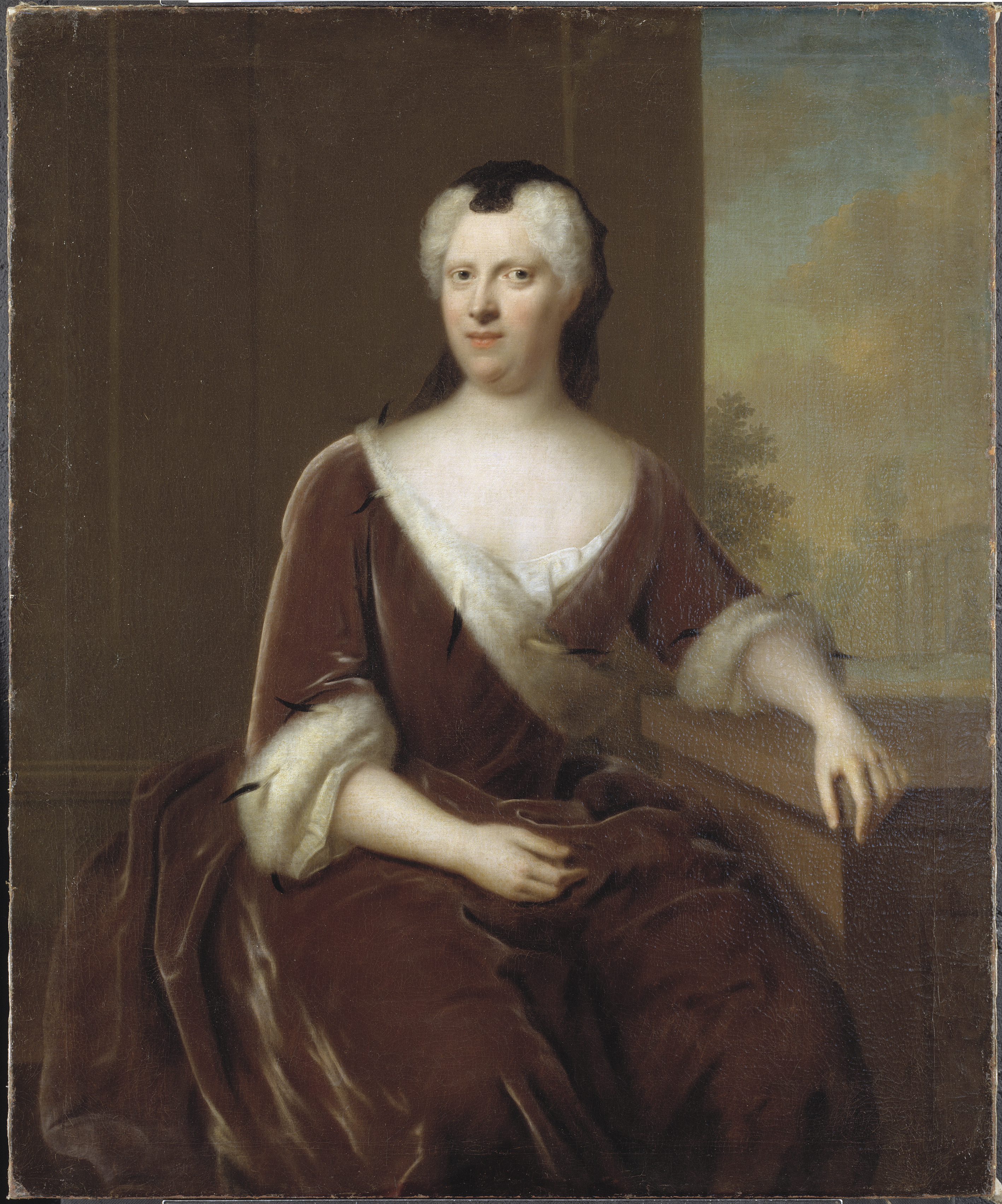
Фредерика Альбертина
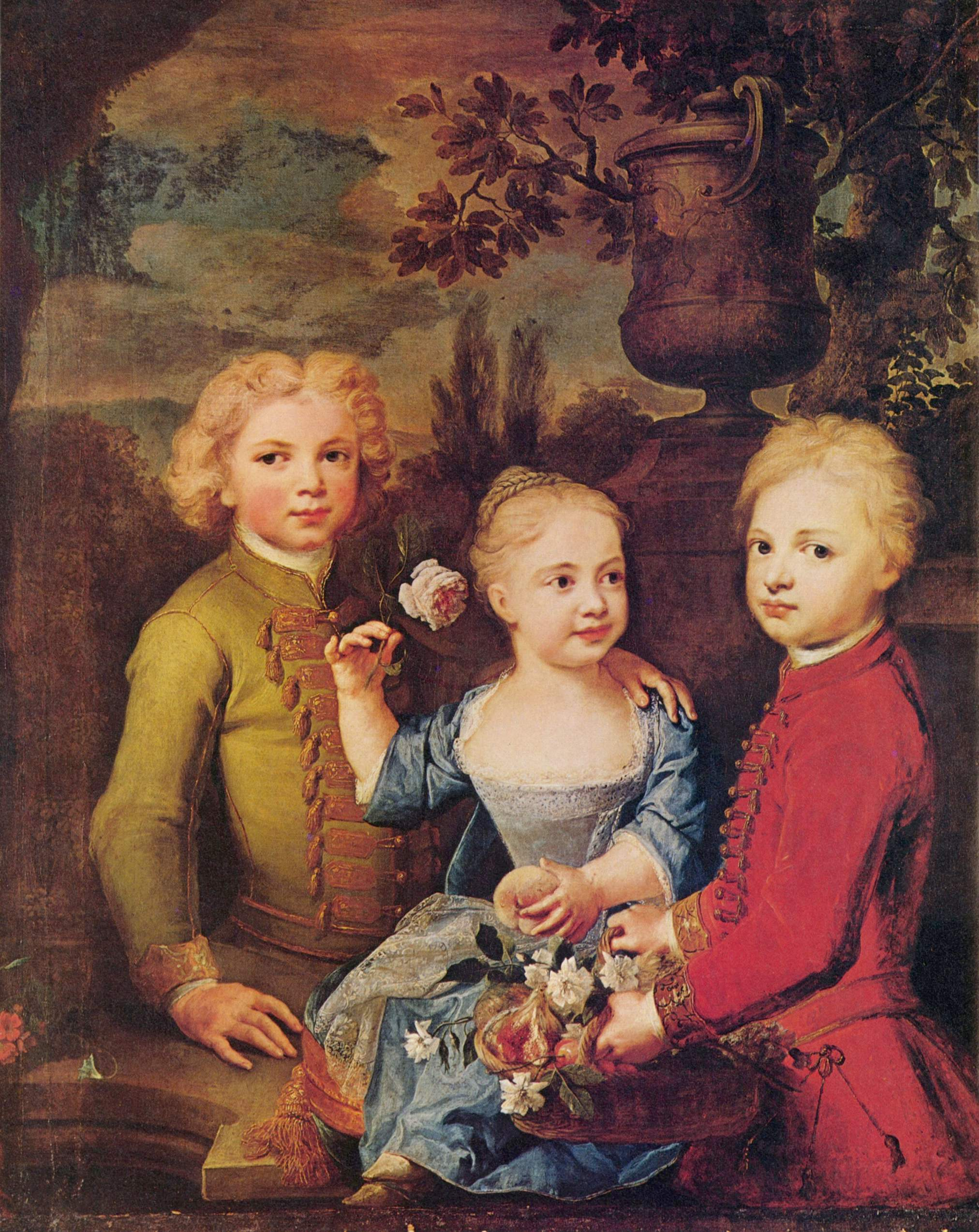
Дети советника Бартольда Генриха Брокеса
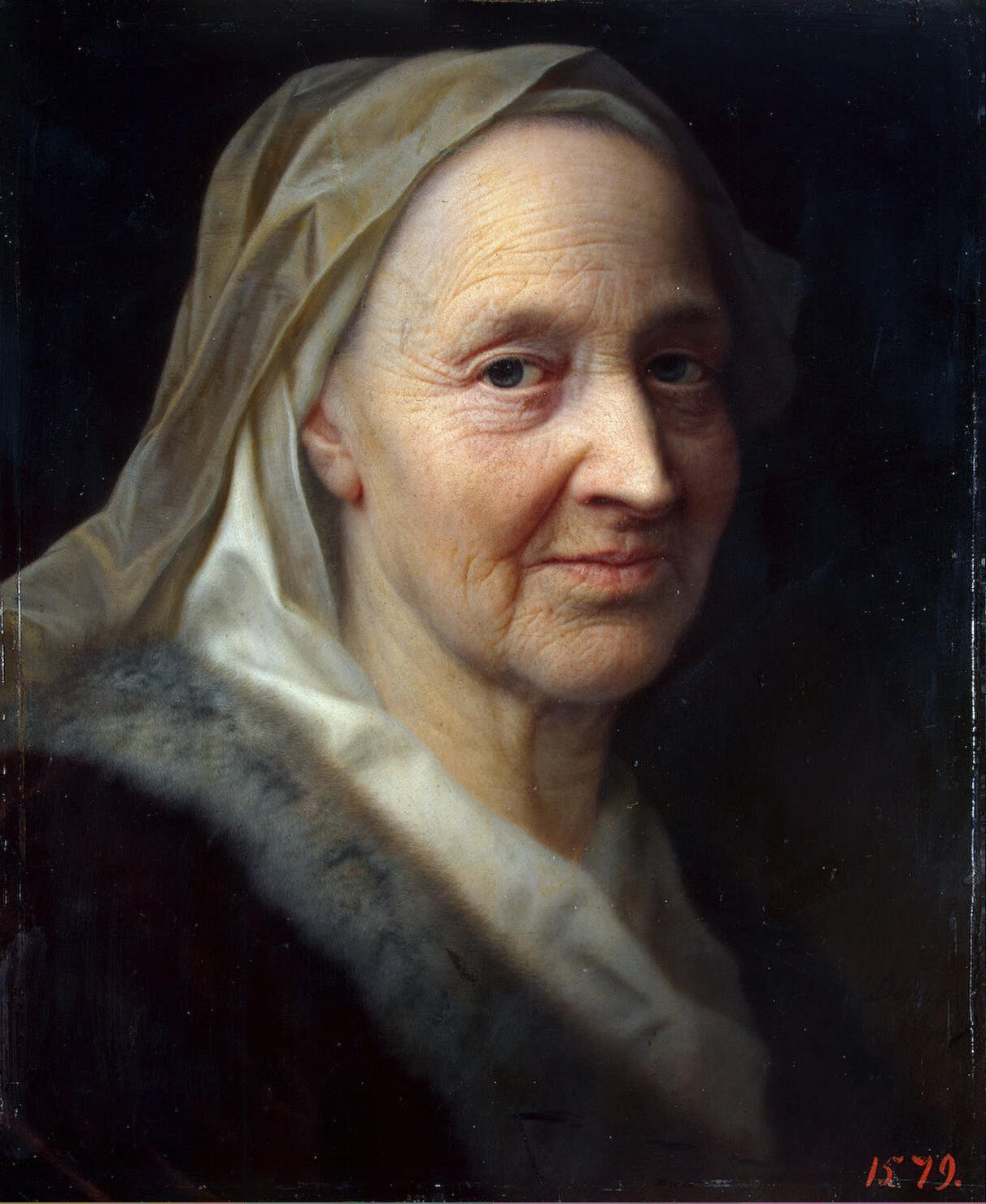
Портрет пожилой женщины